# Koszta Rozália
Koszta Rozália (Gyulavári, 1925. február 21. – Gyula, 1993. október 8.) magyar festőművész.

## Életpályája
József Dezsőnél rajzolást tanult. 1949–1950 között a Magyar Képzőművészeti Főiskolán Barcsay Jenő, Hincz Gyula, Bencze László oktatták. 1950–1956 között Szentpéterváron, a Művészeti Akadémián (Repin Intézet) Melnyikov és Oresnyikov tanítványa volt. 1956-ban kapott diplomát Szentpéterváron. 1959-ben költözött Gyulára férjével, Hajdik Antal (1928–2010) festőművésszel. 1960–1970 között Kohán György hagyatéki kezelője volt. 1963-ban Lengyelországban és Németországban volt tanulmányúton. Az 1970-es években a tokaji művésztelepen dolgozott.
Portrék, életképi jelenetek, pillanatfelvételek a jelenről, és múltjuk szépségében rögzített tájak foglalkoztatták. Formailag áttekinthető, világos szerkezet, nagy foltokban foglalt, síkszerű ábrázolás jellemezte munkáit.

## Kiállításai

### Egyéni
- 1957, 1959, 1963, 1969, 1975, 1980: Gyula
- 1963, 1973, 1985, 1987, 1993: Budapest
- 1973: Szeged
- 1974: Békés
- 1982: Békéscsaba
- 1983: Hatvan
- 1984: London
- 1986: Szarvas
- 1988: Vác

### Válogatott, csoportos
- 1959, 1971, 1975–1976, 1983, 1985: Budapest
- 1981: Arad
- 1984: Nagybánya
- 1984: London

## Díjai
- Munkácsy-emlékérem (1963)
- Koszta József-emlékérem (1970)
- Munka Érdemrend arany fokozata (1980, 1985)
- SZOT-díj (1983)
- Gyula Város Kiváló Polgára (1994)